# Swiss Open
Die Swiss Open (engl.) sind eine Bezeichnung für in der Schweiz ausgetragene, offene internationale bzw. nationale Turniere und bedeuten frei übersetzt Offene Schweizer Meisterschaften.
„Offen“ bedeutet, dass jeder Sportler unabhängig davon, ob Profi oder Amateur, an der Veranstaltung teilnehmen darf, wenn er sich dafür qualifiziert hat. So war es zum Beispiel bei den bedeutendsten Tennisturnieren bis 1968 nur Amateuren erlaubt teilzunehmen; Profis waren ausgeschlossen. Die Bezeichnungen wie US Open wurden erst zu dieser Zeit eingeführt.
Swiss Open werden in den verschiedensten Sportarten veranstaltet. Am bekanntesten sind die Swiss Open im Tennis.

## Veranstaltungen Swiss Open
- Swiss Open im Tennis
- Swiss Open im Badminton
- Deutsche Bank Ladies’ Swiss Open
- Golfturnier
- Swiss Open Karate
- Swiss Open im Snooker (2003–2006)
- Swiss Open im Tipp-Kick